# Email Surveillance
"Email Surveillance" é o nono episódio da segunda temporada da série de televisão The Office, o décimo quinto no geral. Escrito por Jennifer Celotta e dirigido por Paul Feig, foi ao ar pela primeira vez em 22 de novembro de 2005 nos Estados Unidos pela NBC. A gravação foi estrelada por Ken Jeong e Omi Vaidya.
A série retrata a vida cotidiana dos funcionários na filial da empresa de papel Dunder Mifflin em Scranton. Nesse episódio, o funcionário de suporte técnico dá a Michael Scott (Steve Carell) a capacidade de ler os e-mails de seus funcionários, fazendo-o descobrir que Jim Halpert (John Krasinski) está dando uma festa e ele não foi convidado. Enquanto isso, Pam Beesly (Jenna Fischer) começa a suspeitar que Dwight Schrute (Rainn Wilson) e Angela Martin (Angela Kinsey) podem estar secretamente tendo um relacionamento.
Omi Vaidya revelou que, durante as cenas de festa, o elenco foi autorizado a beber cerveja de verdade e jogar em um Xbox 360. "Email Surveillance" recebeu avaliações amplamente positivas dos críticos de televisão. O episódio obteve uma classificação de 3,9 na faixa entre 18 a 49 anos e foi assistido por 8,3 milhões de telespectadores.

## Sinopse
O responsável pelo suporte técnico, Sadiq, chega à filial de Scranton. Michael Scott presume que ele é um terrorista por usar um turbante típico no Oriente Médio. Sadiq configura um sistema que permite que o gerente regional monitore os e-mails dos funcionários, fazendo com que descubra que Jim Halpert estará realizando uma festa naquela noite, mas não o convidou. Michael tenta fazer com que revele, enquanto Jim age indiferentemente como se nada estivesse acontecendo. Inclusive, para evitar que Dwight Schrute releve seu segredo, diz que trata-se de uma surpresa ao chefe.
Pam Beesly ouve Dwight alertando Angela Martin para apagar quaisquer e-mails confidenciais para evitar que Michael os leia, levando-a a suspeitar que ambos estão em um relacionamento secreto. No entanto, ela abandona suas suspeitas quando pergunta a Phyllis Lapin se notou algum romance no escritório e Phyllis questiona se Pam se referia a ela e Jim.
Na casa de Jim, Pam visita seu quarto pela primeira vez e olha seu álbum de fotografias do ensino médio. Após realizar uma aula de improvisação e ainda permanecer sozinho, Michael decide invadir a festa, para alegria de Dwight e desgosto do resto da equipe. O gerente regional tenta desajeitadamente cantar no karaokê e é apoiado pelo anfitrião, elevando a animação no local. No fim, o câmera flagra Angela e Dwight se beijando no quintal.

## Produção

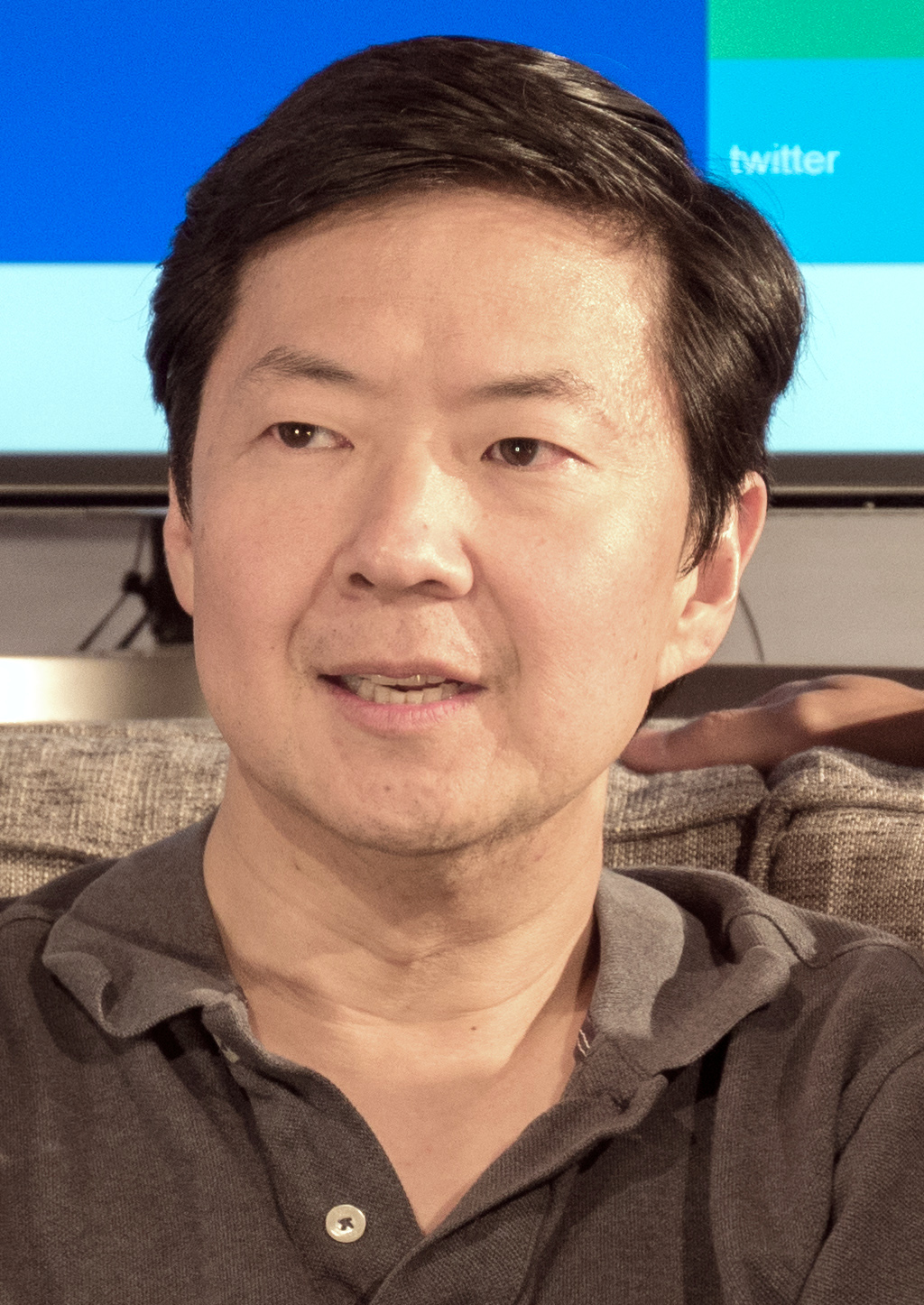
O episódio é co-estrelado por Ken Jeong.

"Email Surveillance" foi escrito por Jennifer Celotta, sua primeira vez nessa ocupação. Esse episódio foi o quarto dirigido por Paul Feig, após "Office Olympics", "Halloween" e "Performance Review".
Ao gravar o momento na aula de improvisação, Ken Jeong, que interpretou Bill, disse que "eles [a equipe] filmariam as cenas conforme o roteiro nas primeiras tomadas, e então improvisaríamos depois disso". Por exemplo, quando "eu digo 'Bom trabalho' para Michael foi [uma fala] improvisada". Sobre o fato do gerente regional sempre simular uma arma, ele observou que "qualquer um que já tenha feito uma aula de improvisação aprecia essa parte".
O episódio contou com a presença especial de Omi Vaidya, que interpretou o papel de Sadiq, o assistente de TI. Ele explicou mais tarde que, originalmente, "muitas pessoas fizeram o teste, incluindo grandes atores indo-americanos". No entanto, Vaidya, que assistiu à versão britânica e estava familiarizado com o estilo, "pegou um cachecol, criou um turbante com ele e foi para sala de audições". Posteriormente, chamou sua participação de "uma das melhores produções dos Estados Unidos das quais já participei". Vaidya disse que gostou de fazer os momentos na casa de Jim porque puderam beber cerveja de verdade e jogar no Xbox 360. Disse também que "foi como estar em uma festa de verdade com todos de The Office, exceto que tivemos que filmar algumas cenas enquanto conversávamos e relaxávamos".